# راندال تيري
راندال تيري (بالإنجليزية: Randall Terry)‏ هو سياسي أمريكي، ولد في 1959 في نيويورك في الولايات المتحدة. حزبياً، نشط في New York State Right to Life Party ‏.

## روابط خارجية
- راندال تيري على موقع IMDb (الإنجليزية)
- راندال تيري على موقع ميوزك برينز (الإنجليزية)
- راندال تيري على موقع إن إن دي بي (الإنجليزية)